# Jewgienij Onoszkowicz-Jacyna
Jewgienij Nikołajewicz Onoszkowicz-Jacyna, ros. Евгений Николаевич Оношкович-Яцына (ur. prawdopodobnie w 1894 r., zm. 12 maja 1970 r. w Paryżu) – rosyjski wojskowy (sztabsrotmistrz), emigracyjny działacz kombatancki, publicysta i pisarz.
Ukończył Korpus Paziów. 
Brał udział w I wojnie światowej. Służył w lejbgwardii Pułku Kirasjerów. W 1918 r. został zmobilizowany do wojsk bolszewickich, ale zdezerterował, po czym przedostał się do Polski. W 1920 r. przybył na Krym, wstępując do wojsk Białych gen. Piotra N. Wrangla. Objął dowództwo dywizjonu lejbgwardii Pułku Kirasjerów. Doszedł do stopnia sztabsrotmistrza. W połowie listopada tego roku wraz z pozostałymi wojskowymi został ewakuowany do Gallipoli. Na emigracji zamieszkał w Belgii. W 1940 r. przeniósł się do Paryża. Po zakończeniu II wojny światowej działał w Stowarzyszeniu Gwardyjskim we Francji. Pełnił funkcję sekretarza Stowarzyszenia lejbgwardii Pułku Kirasjerów. W latach 50. był członkiem Związku Kawalerów Gieorgijewskich, zostając jego sekretarzem. W latach 60. wstąpił do Stowarzyszenia Wszechkadeckiego, w którym przewodniczył zebraniom. Pełnił funkcję przewodniczącego Rosyjskiej Organizacji Narodowej we Francji. Występował z wykładami i odczytami dotyczącymi historii wojskowej Rosji. Współpracował ze Stowarzyszeniem Sympatyków Rosyjskiej Przeszłości Wojskowej i Stowarzyszeniem Byłych Absolwentów Nikołajewskiej Szkoły Kawaleryjskiej. Od poł. lat 60. pisał artykuły do pisma „Wojennaja byl”. W 1966 r. opublikował książkę dotyczącą zdobycia Rostowa nad Donem w 1920 r. W 1971 r. w piśmie „Pierwopochodnik” wyszedł jego artykuł opisujący działania Mieszanego Gwardyjskiego Pułku Kawalerii w latach 1919-1920.